# Gypsy-Jazz

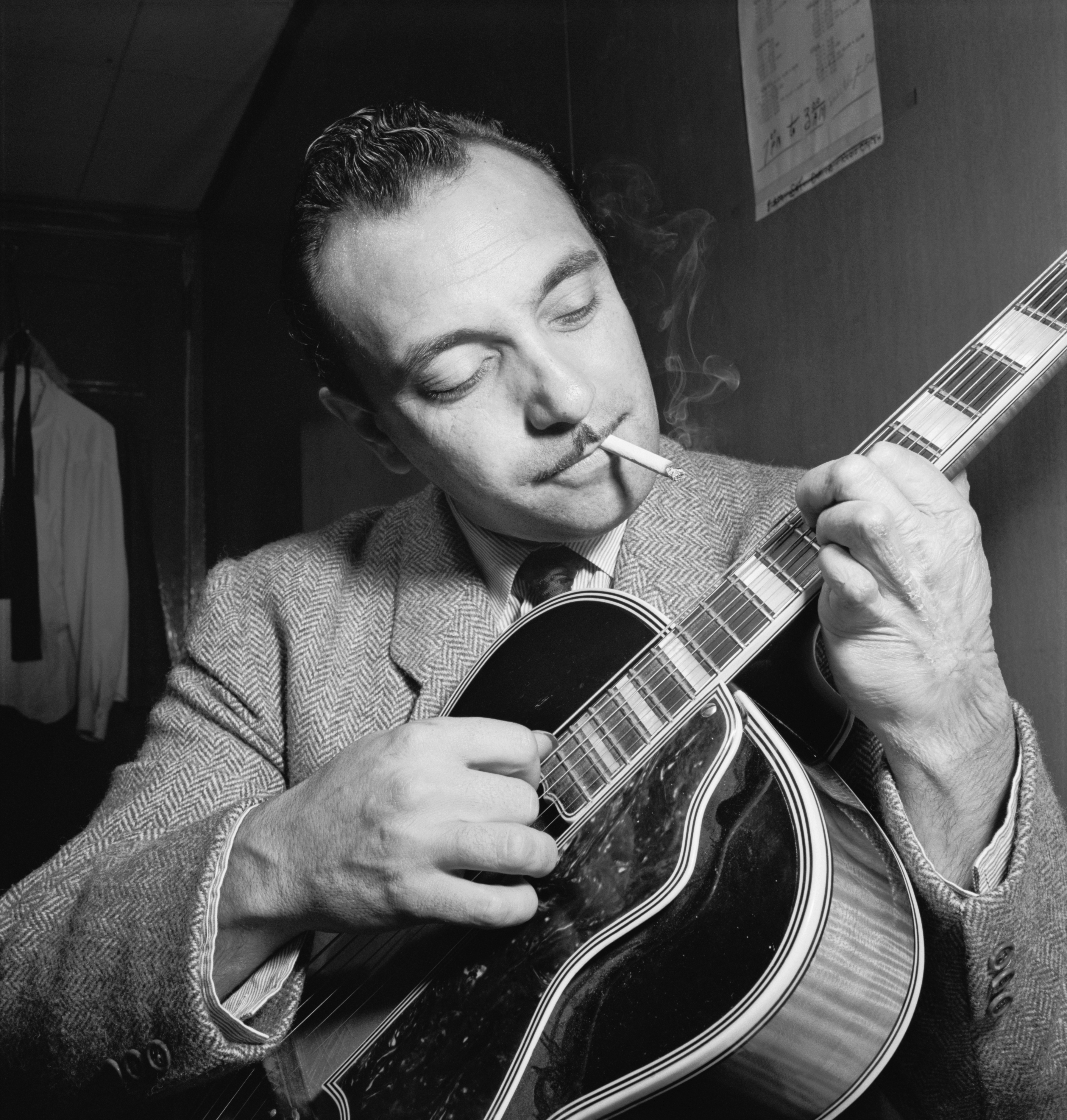
Django Reinhardt (1946)

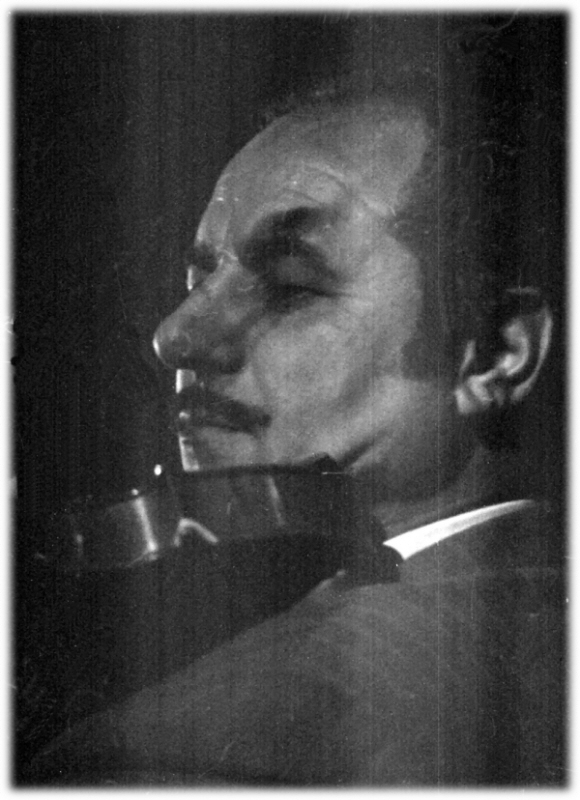
Schnuckenack Reinhardt (1972)

Der Gypsy-Jazz (von englisch Gypsy jazz; kurz Gypsy), auch Jazz Manouche  oder Sinti-Jazz und Zigeunerjazz genannt, ist eine Variante der Musikrichtung Swing. Die Bezeichnung Zigeunerjazz ist weitgehend veraltet und wird, wie vergleichbar zusammengesetzte Wörter auch aufgrund der diskriminierenden Bedeutung des Wortes Zigeuner in der Fachliteratur kaum mehr verwendet.

## Entwicklung
Die Anfänge des Gypsy-Jazz können auf die Aktivitäten der Brüder Pierre Joseph „Baro“, Sarane und Jean „Matelo“ Ferret in Frankreich zurückgeführt werden, die Ende der 1920er Jahre die Valse Musette mit Swingartikulation spielten und dabei in erster Linie mit dem Stilmittel der Akkordzerlegung (Arpeggio) improvisierten. Eine Verbreiterung fand dieser Ansatz im Spiel des in Belgien geborenen Gitarristen Django Reinhardt, insbesondere im Quintette du Hot Club de France mit dem Geiger Stéphane Grappelli, der populärsten europäischen Jazzformation der 1930er Jahre. Die Kompositionen Reinhardts und die von ihm verwendeten erweiterten Akkorde bauen auf den gleichen Skalen auf. Andere Sinti-Gitarristen arbeiteten in Paris in den damals ebenfalls sehr beliebten Musetteensembles. Bis heute ist die Swing Musette – neben Stücken von Django Reinhardt – ein wichtiger Bestandteil des Gypsy-Jazz-Repertoires.
Gypsy-Jazz ist der erste in Europa entstandene Jazzstil. Er hat längst weltweit Anerkennung (z. B. jährliches Festival „DjangoFest“ in den USA) gefunden, aber immer noch in Europa die meisten praktizierenden Musiker und die größte Zuhörerschaft. Django Reinhardt war der erste Vertreter dieser Jazzrichtung, der Weltruhm erlangte. 
Als herausragende Gitarristen des swingorientierten Gypsy-Jazz gelten unter anderem Prinzo Winterstein, Ziroli Winterstein, Dorado Schmitt, Samson Schmitt, Angelo Debarre, Babik Reinhardt, Tchavolo Schmitt (bekannt aus Tony Gatlifs Film Swing), Mondine Garcia. Ebenso sind zu nennen: Bousquet, Raphaël Faÿs, Fapy Lafertin, Biréli Lagrène, Wawau Adler, Yorgui Loeffler, Adrien Moignard, Rocky Gresset, Eddy Grünholz, Feigeli Prisor, Noé Reinhardt, Sébastien Giniaux, Ritary Gaguenetti, Gismo Graf, Robin Nolan, Dario Pinelli, Mandino Reinhardt, Romane, Stochelo Rosenberg, Jimmy Rosenberg, Tornado Rosenberg, Paulus Schäfer, Diknu Schneeberger, David Klüttig, Joscho Stephan, Lulu Weiss und Patrick Saussois. Unter den Rhythmusgitarristen ragen Holzmanno Winterstein, Hono Winterstein und Titi Bamberger besonders hervor.
In der traditionellen Form des Gypsy-Jazz sind die Klangfarben des Hot-Club-Quintetts bis heute dominant: Violine, Solo- und zwei Rhythmusgitarren, Kontrabass. Auf das Schlagzeug kann wegen der typisch perkussiven Gitarrenbegleitung (la pompe) mit ihrem Swing-Drive verzichtet werden. Teilweise werden auch Klarinette und Akkordeon eingesetzt. Hingegen wird der Gesang nur von einem Teil der Gruppen gepflegt. Nur wenige Sängerinnen konnten sich im Genre etablieren; hier sind Kitty Winter, Dunja Blum oder Dotschy Reinhardt zu nennen.
Typisch für die traditionellere Form des Gypsy-Jazz ist, dass sie stark familiär gebunden tradiert wird. In der Regel wird sie vom Vater an den Sohn, vom Onkel an den Neffen usw. weitergegeben, ohne dass sie schriftlich notiert ist. Es ist üblich, dass Anfänger stundenlang zuhören, die einzelnen Songs auswendig lernen und den älteren Spielern ihre Spieltechniken abschauen. Innerhalb der Sippe bestehen die Bands mehr oder weniger als Familienunternehmen, in denen Söhne mit ihrem Vater und ihren Cousins auf Tournee gehen und mittels der intensiven Musiziererfahrungen ihre Spielweise perfektionieren. Diese Form der Weitergabe von Wissen, wie sie z. B. Waso Grünholz und Sani Rosenberg an ihren Wohnorten Gerwen und Nuenen praktizieren, gilt in den Niederlanden als immaterielles Erbe der Menschheit. In Frankreich ist neben diese traditionell-informelle Vermittlung die formale Ausbildung in der Schule getreten: In Strasbourg etablierte die Association pour la promotion des populations d’origine nomade d’Alsace eine Musikschule im Espace culturel Django Reinhardt, die zunächst von Mandino Reinhardt und seit 2018 von Dino Mehrstein geleitet wird.
Als Gitarren kommen traditionell die Maccaferri-Gitarren zum Einsatz, wie sie in den 1930er Jahren vom italienischen Gitarrenbauer Maccaferri für die in Paris ansässige Firma Selmer gebaut wurden. Dieser Gitarrentyp sowie die heutigen Nachbauten zeichnet sich durch eine große Lautstärke aus. Das Instrument wird im Sitzen gespielt, ist mit Stahlsaiten bezogen und wird mit dem Plektrum angeschlagen.

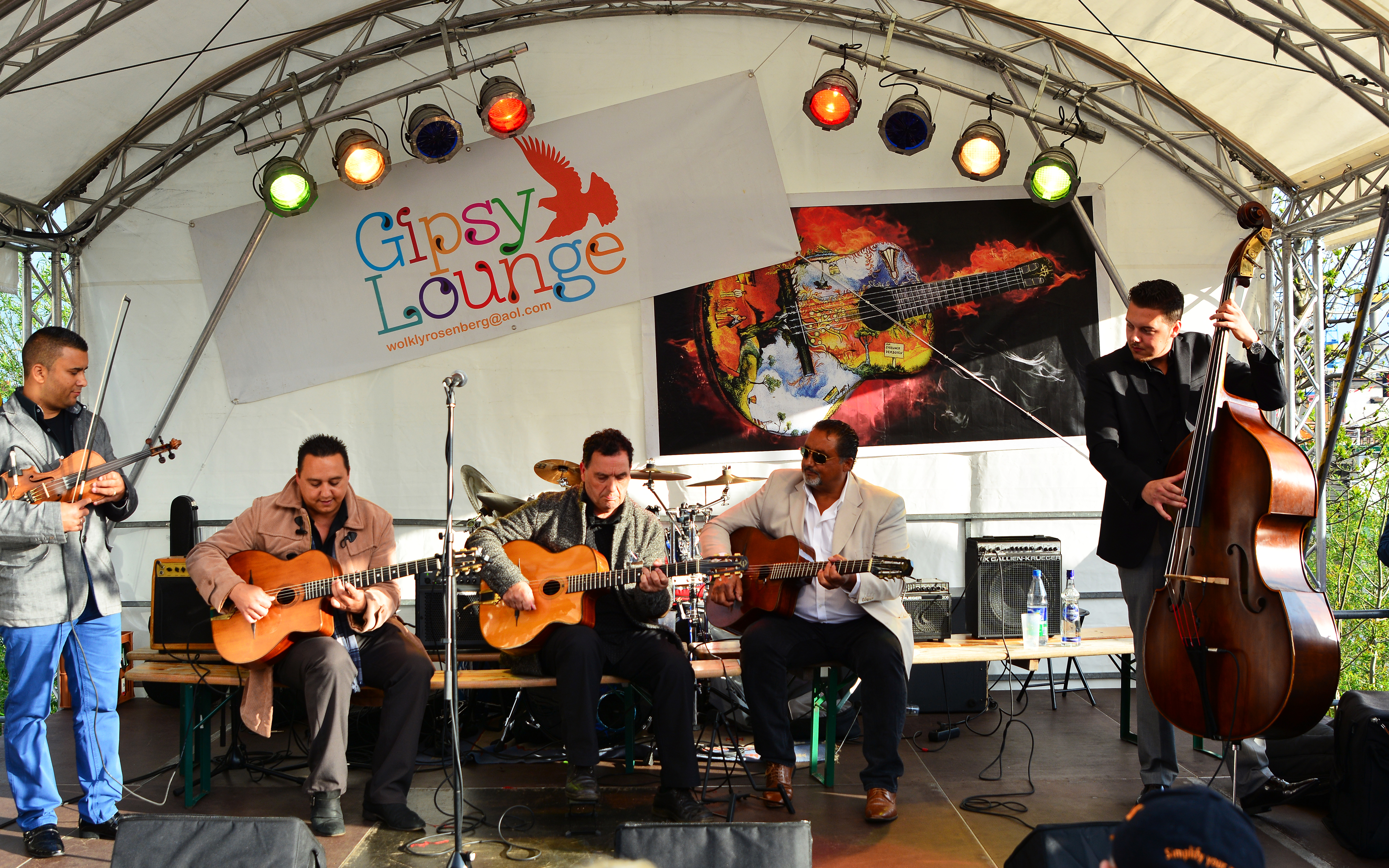
Geiger Wattie Rosenberg mit Paulus Schäfer, Fapy Lafertin und weiteren Musikern (Best of Jazz Manouche, 2015)

## Gypsy-Jazz im deutschsprachigen Raum
Der Begriff „Zigeunerjazz“ bzw. der von den Musikern nicht zuletzt mit Blick auf ihr Publikum gewählte ähnliche, ebenfalls ältere Terminus „Musik deutscher Zigeuner“, kam in den 1960er Jahren auf, weil diese Musik eng mit Sinti-Musikern im Umkreis des Violinisten Schnuckenack Reinhardt und des Gitarristen Häns’che Weiss verbunden war und sich stilistisch am Vorbild des Manouche-Musikers Django Reinhardt mit seiner „Hot Club“-Besetzung orientierte. Eine abweichende Besetzung präsentierte Alfred Lora mit La Romanderie. Die Musik deutscher „Zigeuner“ erreichte Ende der 70er Jahre und zu Anfang der 80er Jahre einen Höhepunkt an Popularität, der in der Folgezeit nicht mehr erreicht werden konnte. Aus dieser traditionsgeleiteten Fraktion von Sinti-Musikern löste sich während der 1980er eine Gruppe jüngerer Musiker. Diese tendieren teilweise stärker in Richtung Modern Jazz.
In neuerer Zeit erlebte der Sinti-Jazz eine Renaissance im deutschsprachigen Raum. Hier sind das Zigeli Winter Quartett und die 16 Gypsy Strings aus Stuttgart und Wawau Adler aus Karlsruhe zu nennen; ebenfalls erwähnenswert ist der junge Gitarrist Joscho Stephan aus Mönchengladbach, der auch Ausflüge in die Klezmermusik unternimmt. Aus Wien kommend sind Harri Stojka (der kein Sinto ist, sondern Lovaro) und Zipflo Weinrich zu nennen.

## Innovative Spielweisen
Eine modale Spielweise im Gegensatz zum traditionell akkordorientierten (Arpeggio s. o.) Improvisationsstil ist bei Vertretern eines Gypsy Modern Jazz meist selbstverständlich; das aktuellere Idiom des Jazzrock, mit einer an Funk und Soul oder auch am Latin Jazz orientierten Spielweise liegt für sie näher als das des Swing der 1930er. Teilweise dient die Musik dazu, ein politisches Engagement gegen Behördenwillkür und soziale Diskriminierung zu artikulieren.

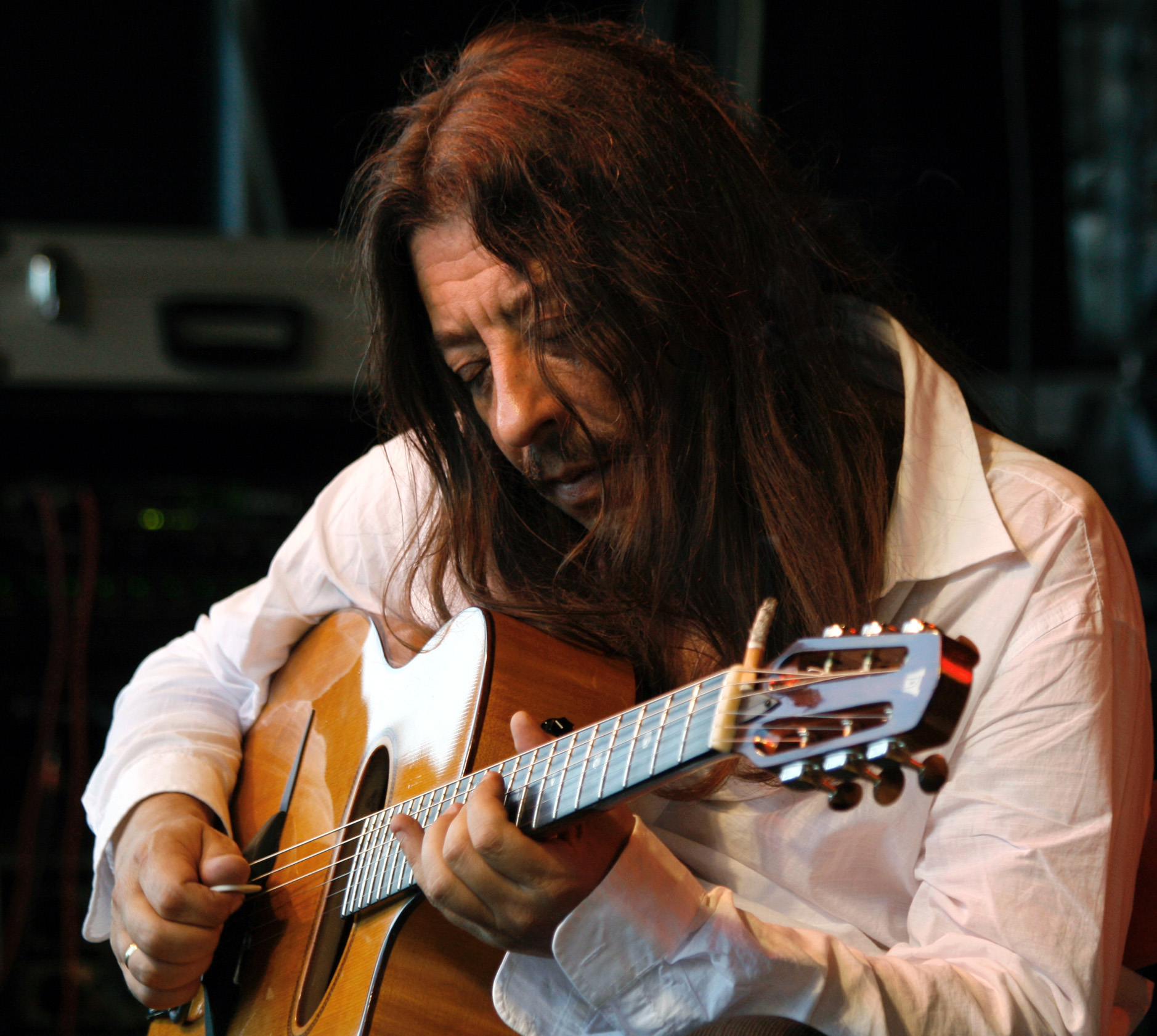
Harri Stojka (2008)

Auch in anderen Ländern haben jüngere Sinti das Swingidiom verlassen. Als Erster ist hier der französische Gitarrist Boulou Ferré zu nennen, der bereits um 1970 aus der väterlichen Tradition (Matelo Ferret) über eine Ausbildung bei Olivier Messiaen in Richtung Free Jazz aufbrechen konnte. Nicht ganz so eigenständig wie bei Boulou und seinem Bruder Elios Ferré verlief der Ablösungsprozess bei anderen Gitarristen, wie beispielsweise Christian Escoudé oder Biréli Lagrène, die in Richtung Jazzrock und Fusion aufbrachen, aber teilweise auch in eleganten Arrangements die Tradition der Musette reflektierten. Aus Österreich sind hier Harri Stojka und Karl Ratzer zu nennen.
Weitere bekannte Einzelvertreter und Gruppen, die den Gypsy-Jazz innovativ weiterentwickeln, sind das Oechsner-Weiss-Ensemble, Lulo und Markus Reinhardt, Hannes Beckmann, Ferenc Snétberger, Joscho Stephan, Django Lassi, Sandro Roy, die Gruppe Opa Tsupa oder das Quartett von David & Danino Weiss.